# 新生命教育協會平安福音中學
新生命教育協會平安福音中學（英語：NLSI Peace Evangelical Secondary School，簡稱平中）為香港一所津貼中學，位於屯門區，於1999年創辦。

## 歷史
自1986年生命英文中學遷往秀茂坪後，新生命教育協會一直打算申辦第二所中學，但不果。直至1998年尾，政府才受理有關申請，並獲分配位於屯門青山灣的新建校舍。隨後，該校如期於1999年落成，並於同年9月開課，首年錄取五班中一，共約200名學生。
於籌建期間，由於辦學團體獲平安福音堂捐贈900萬元經費，此校因而冠名，並同意借出校舍供該教會建立分支。

## 校舍
此校佔地面積7400平方米，為一座1998年版靈活式校舍，設有30間課室及各種特別室。校舍由廣源建築有限公司承建，1999年完工。
值得一提的是，此校與另外六座同類型中學校舍，原訂採用1995年版同款設計，僅有26間課室。適逢千禧校舍標準於1997年推出，由於校舍仍未動工，故政府決定修改圖則及增加撥款，為包括此校在內的上述校舍加建7樓、相關額外樁柱及改動部分特別室間隔，成為設備水平與千禧校舍無異的1998年版靈活式校舍。

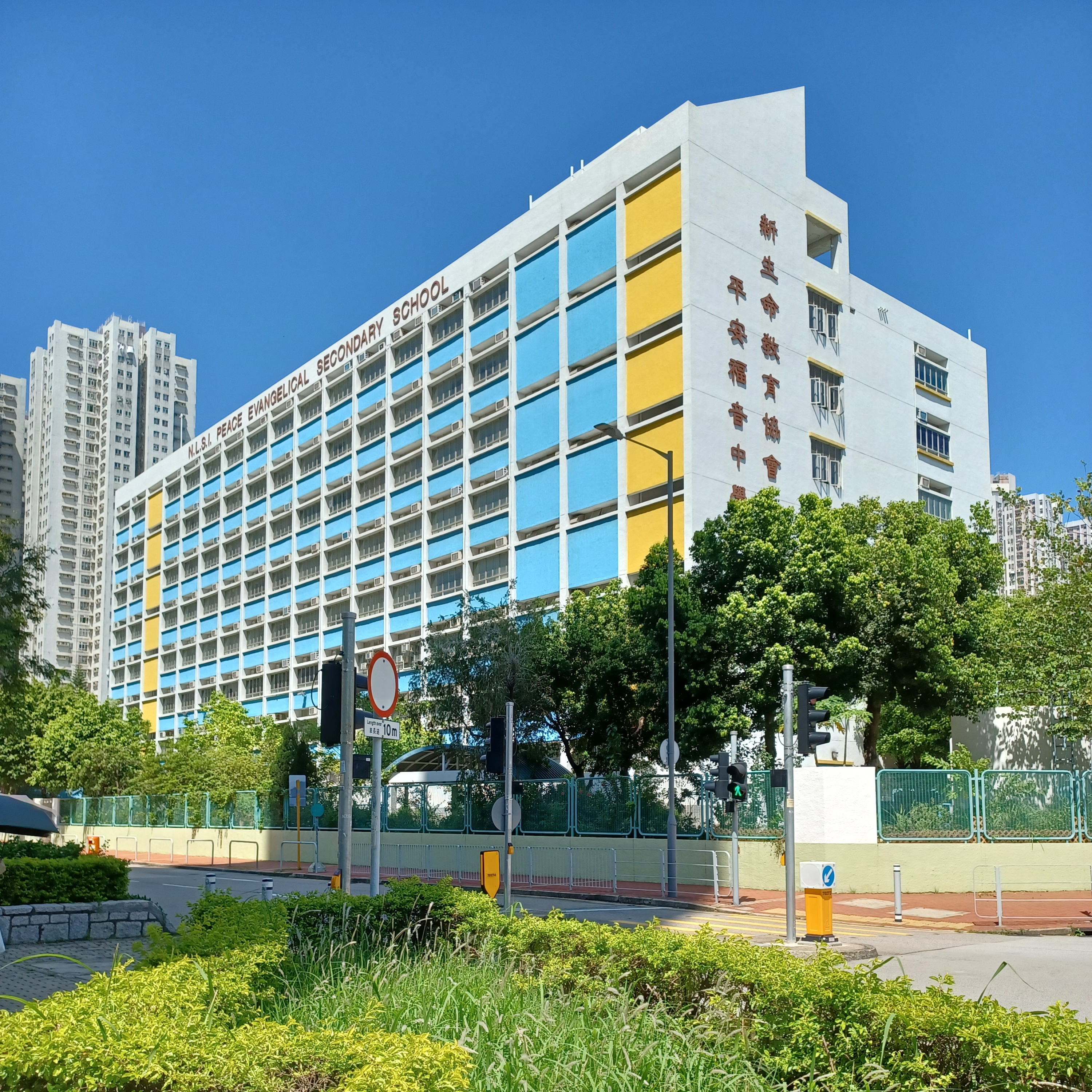
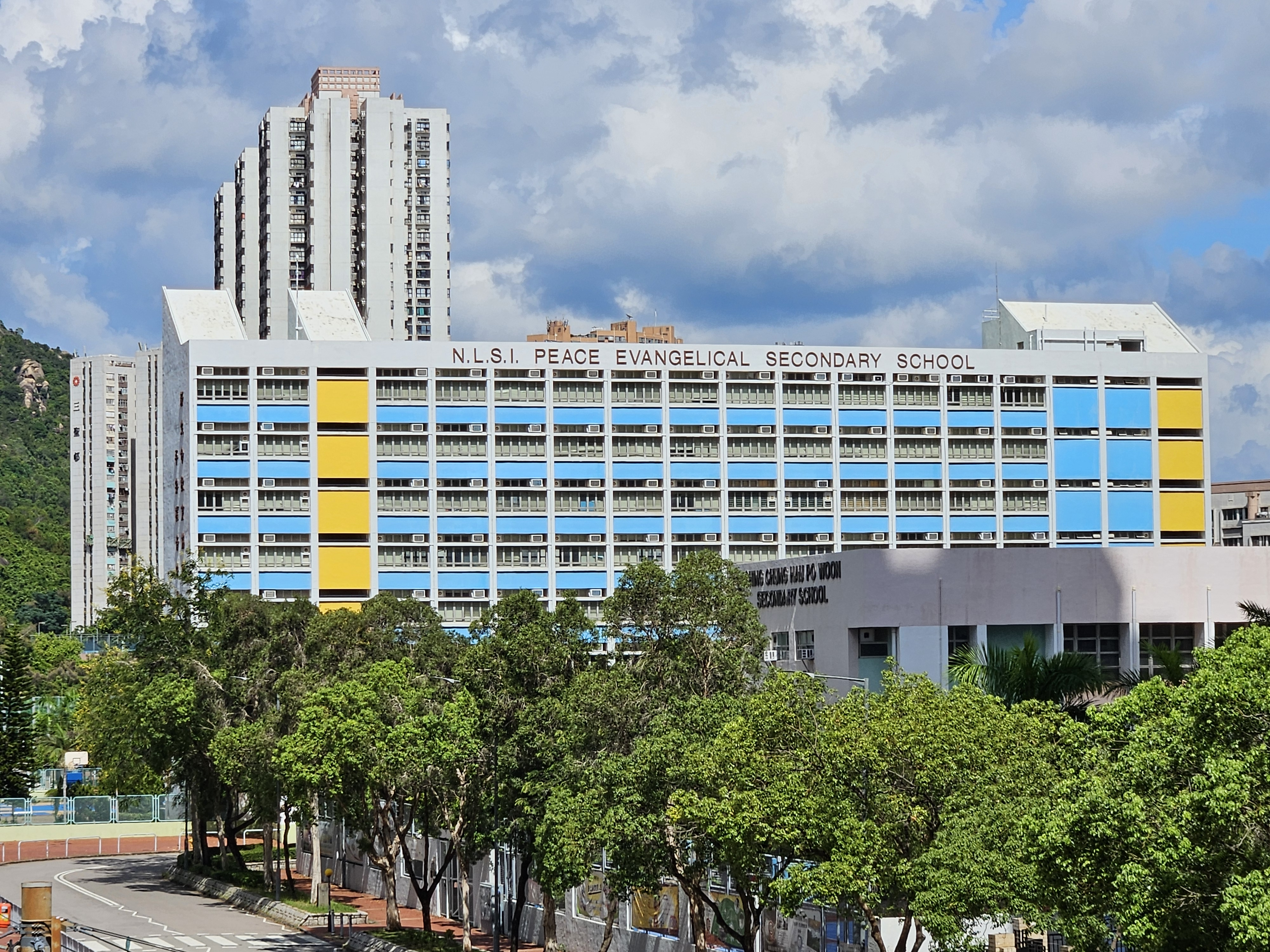
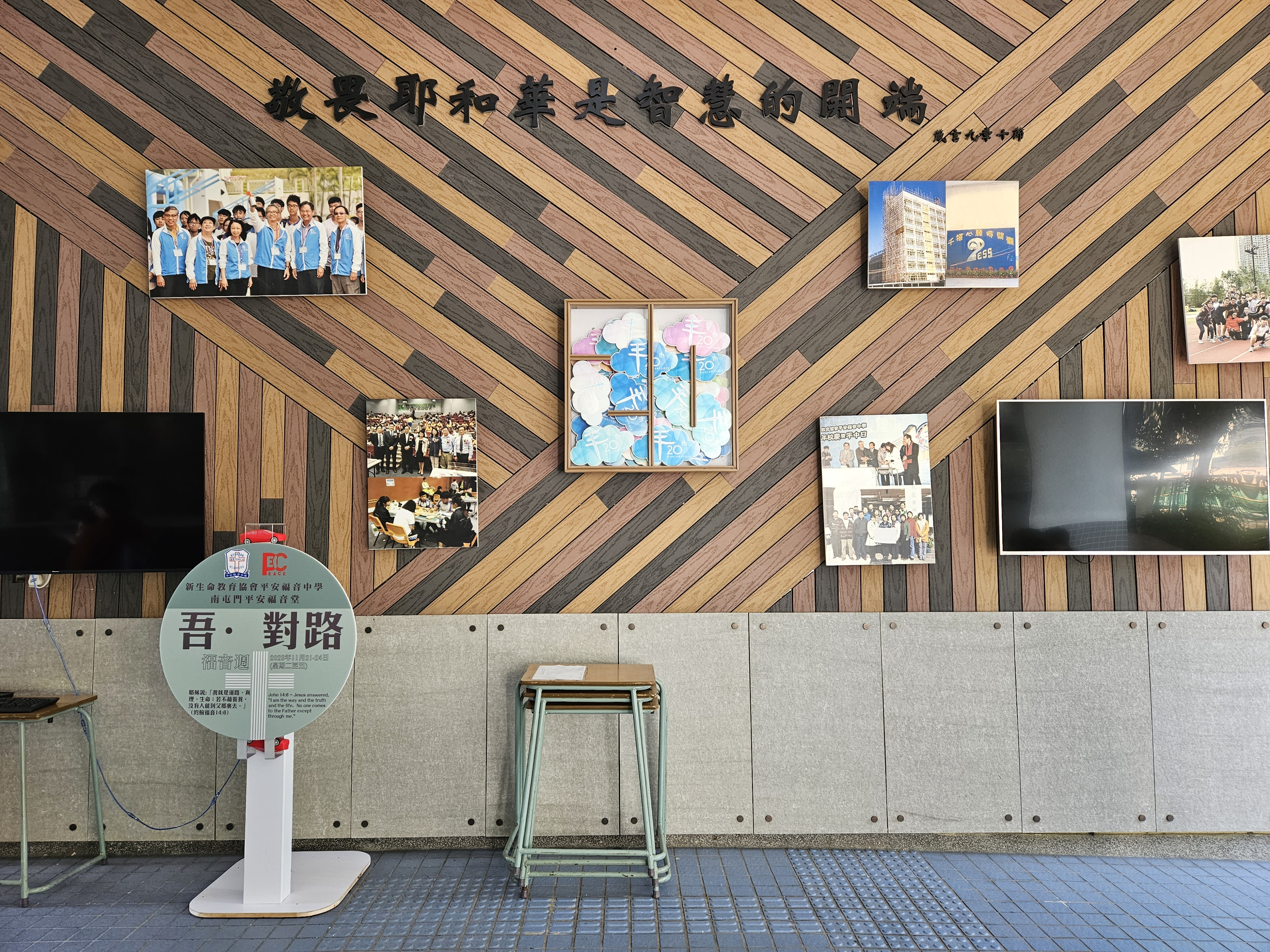
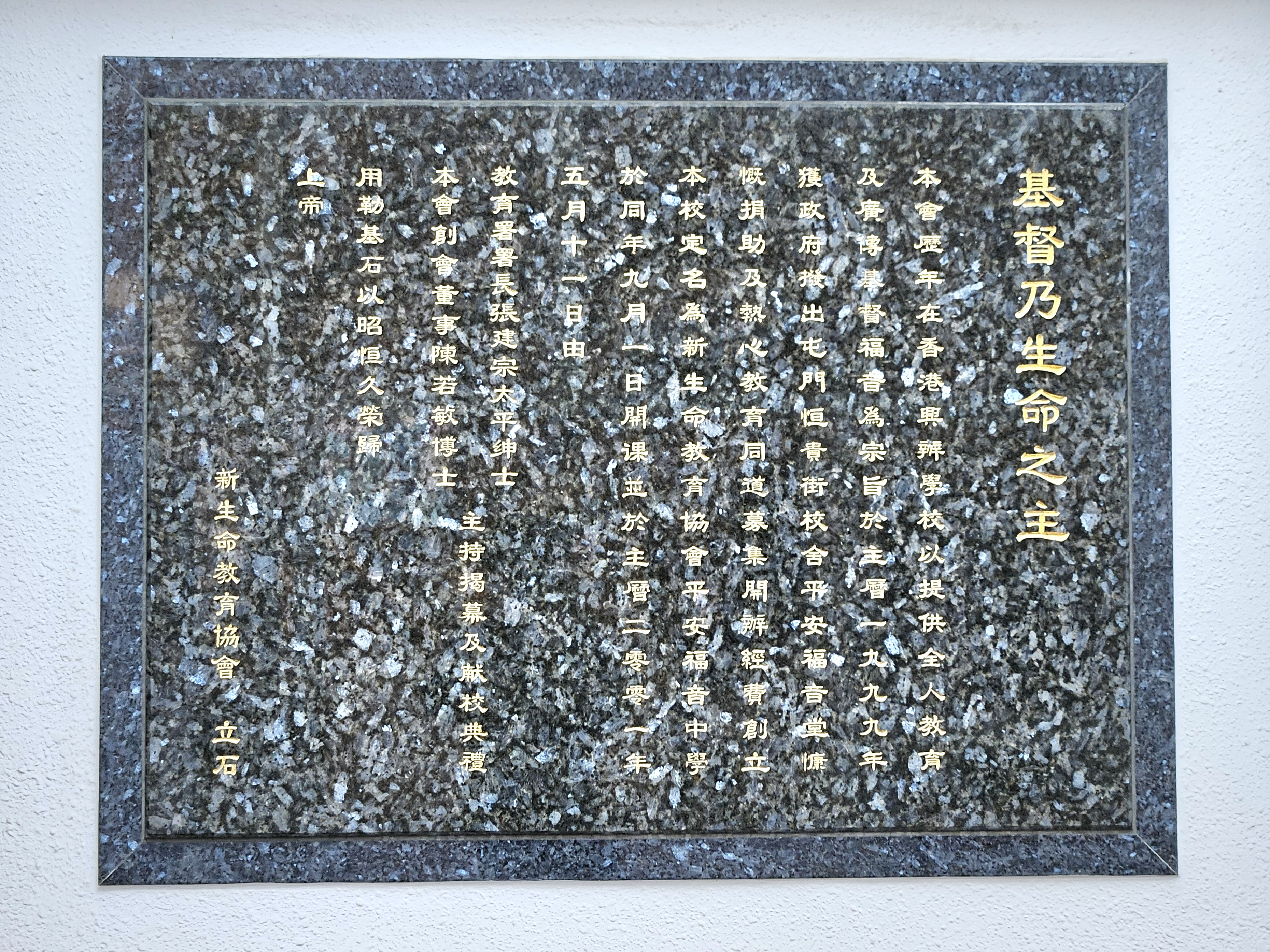
基石
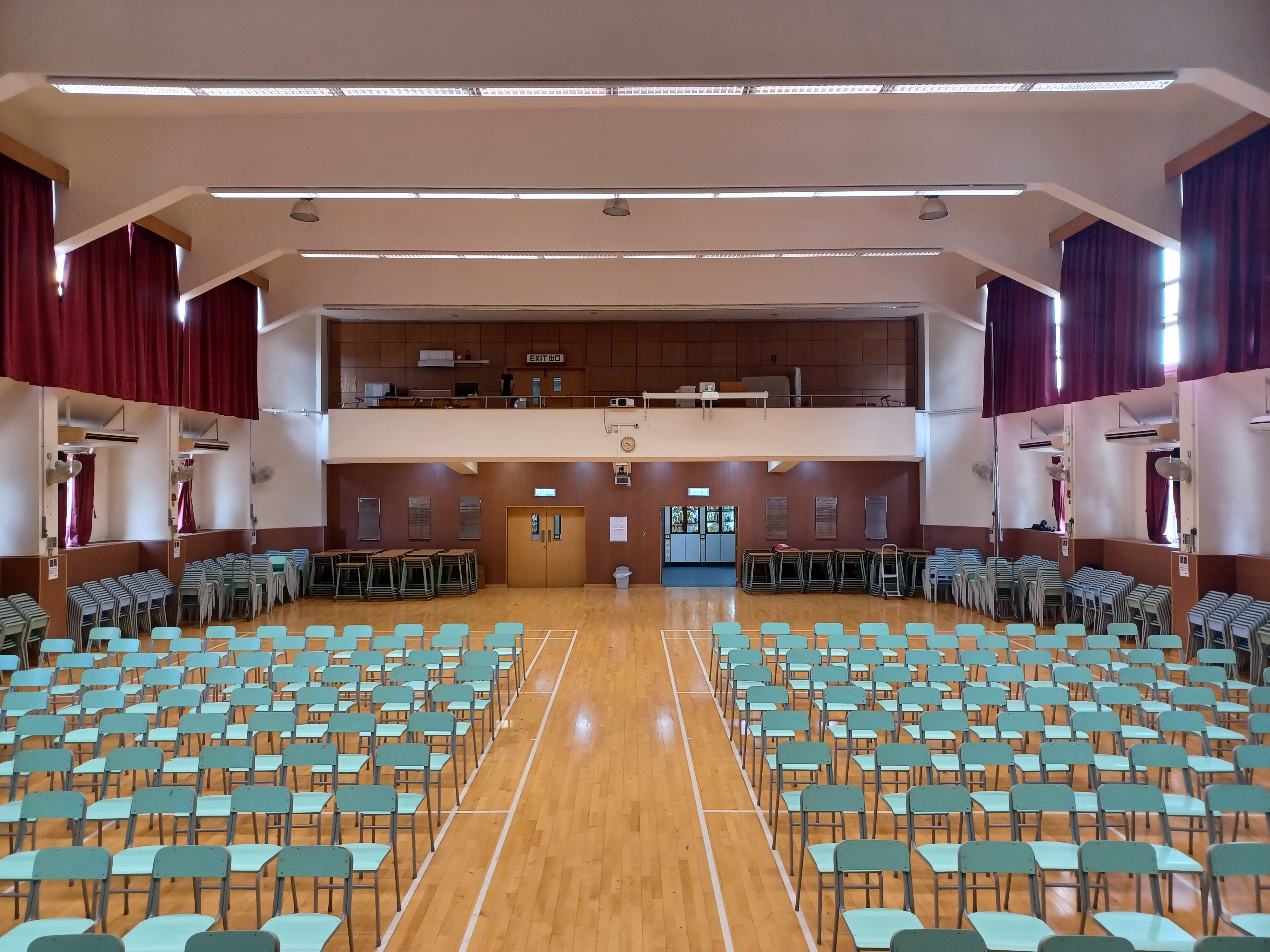
禮堂
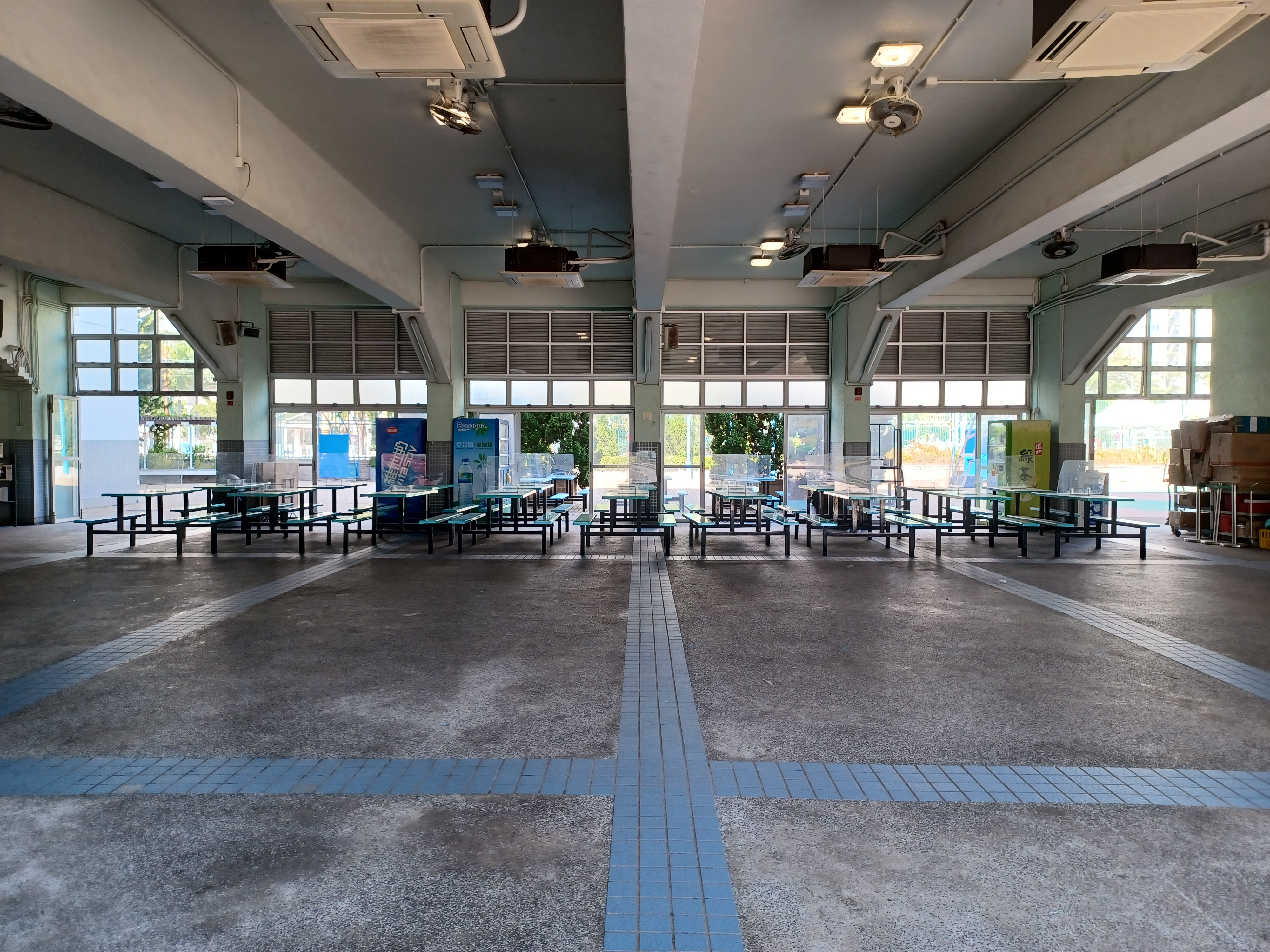
禮堂下的雨天操場
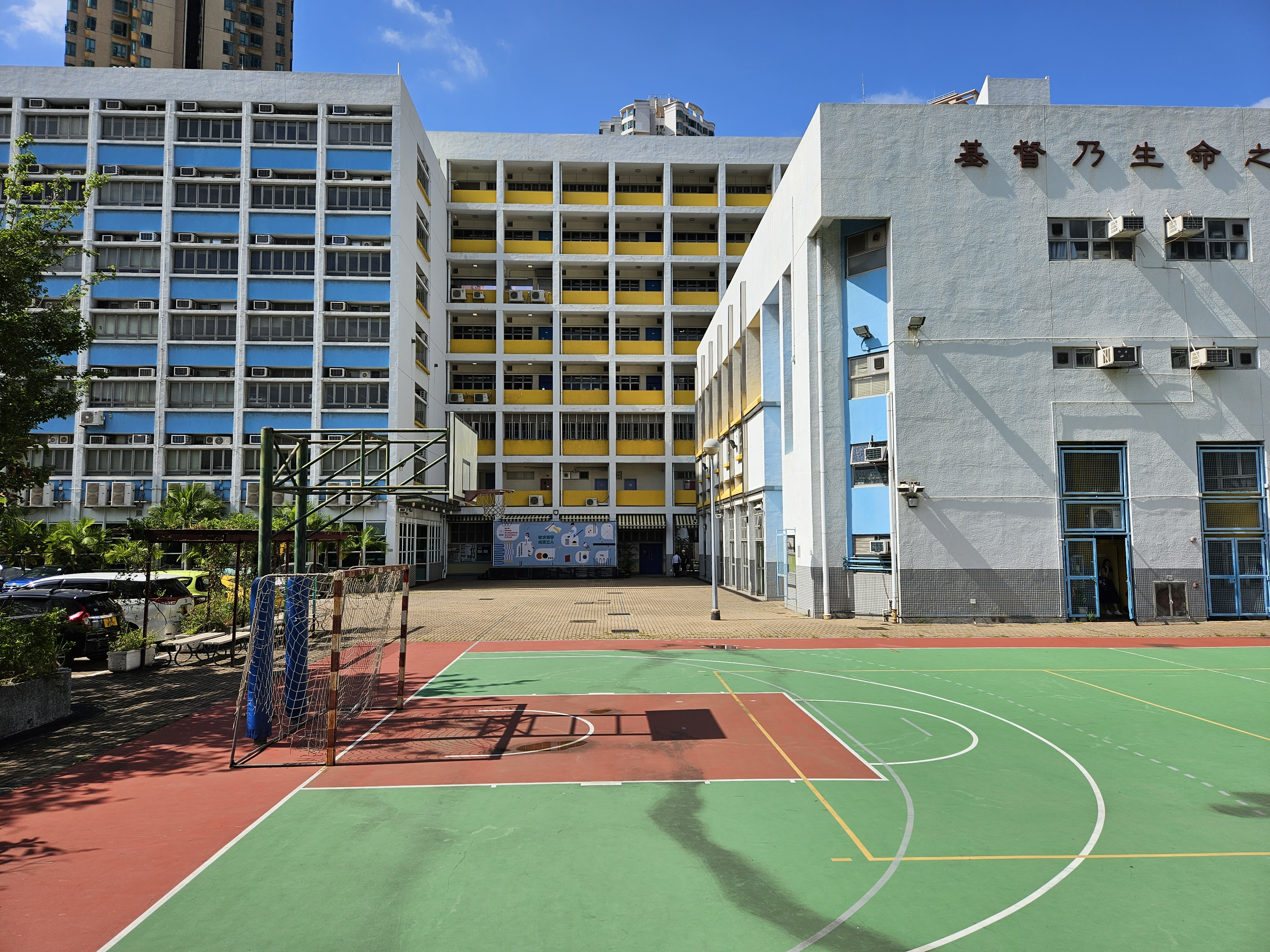
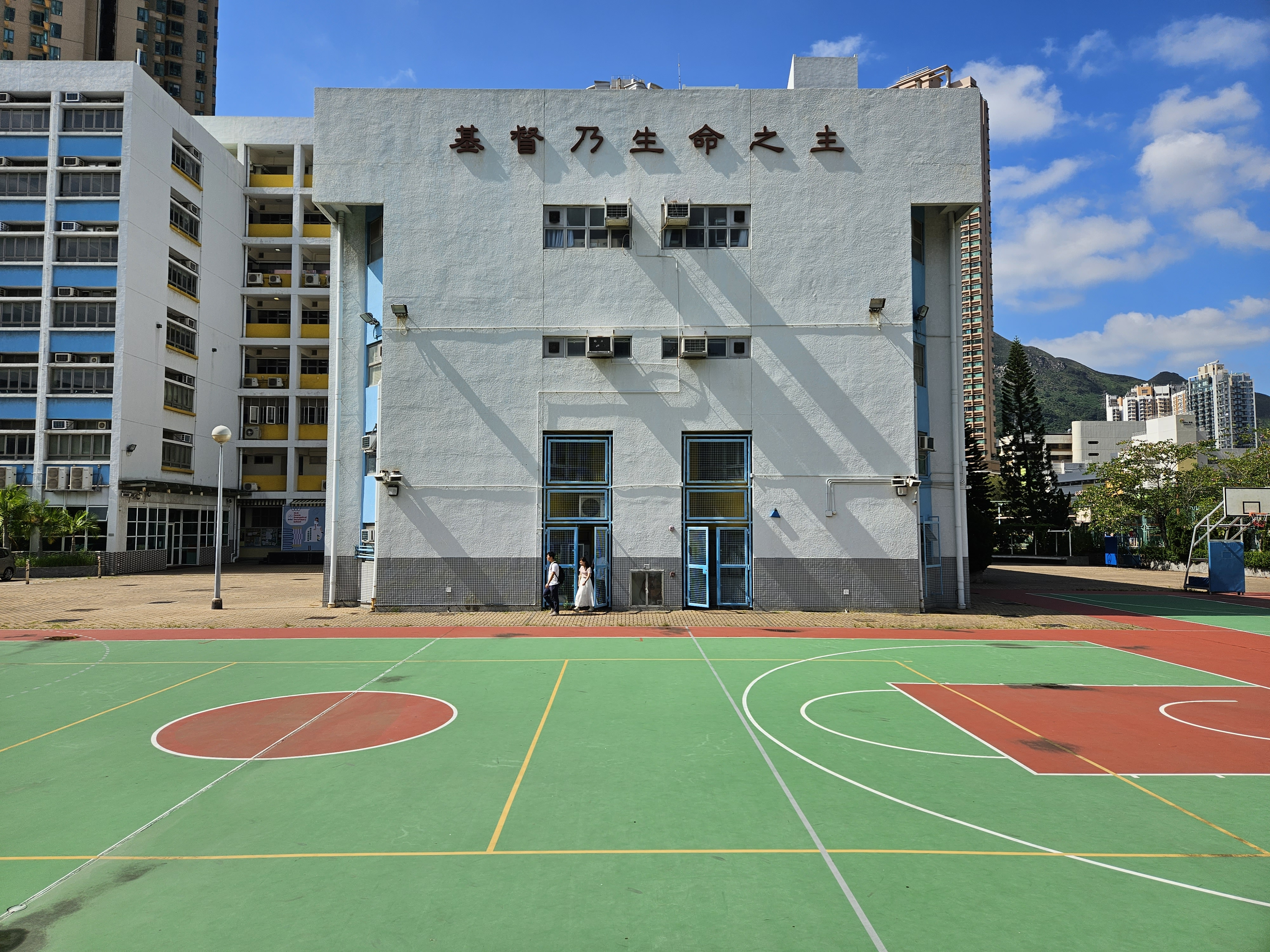
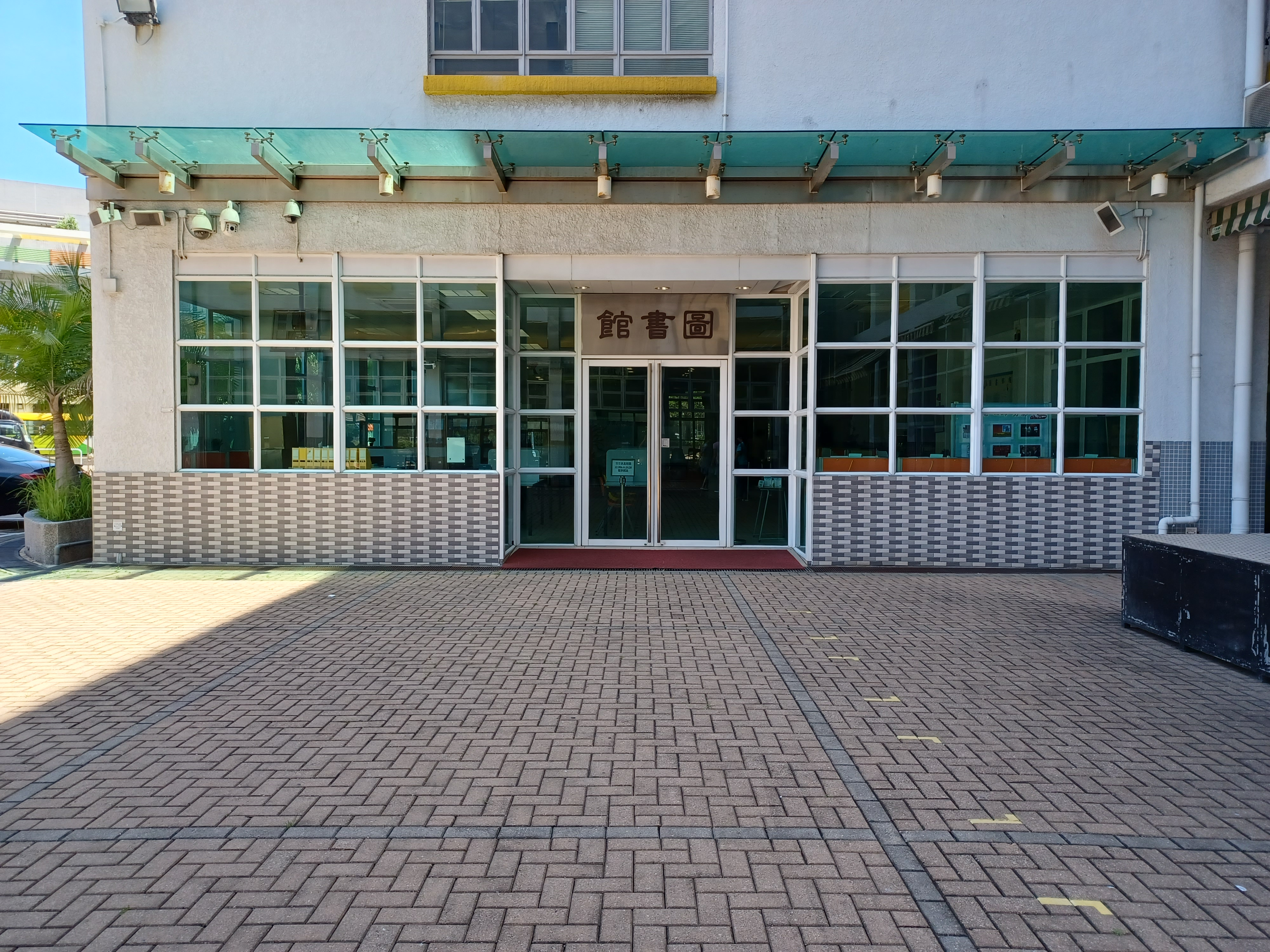
圖書館
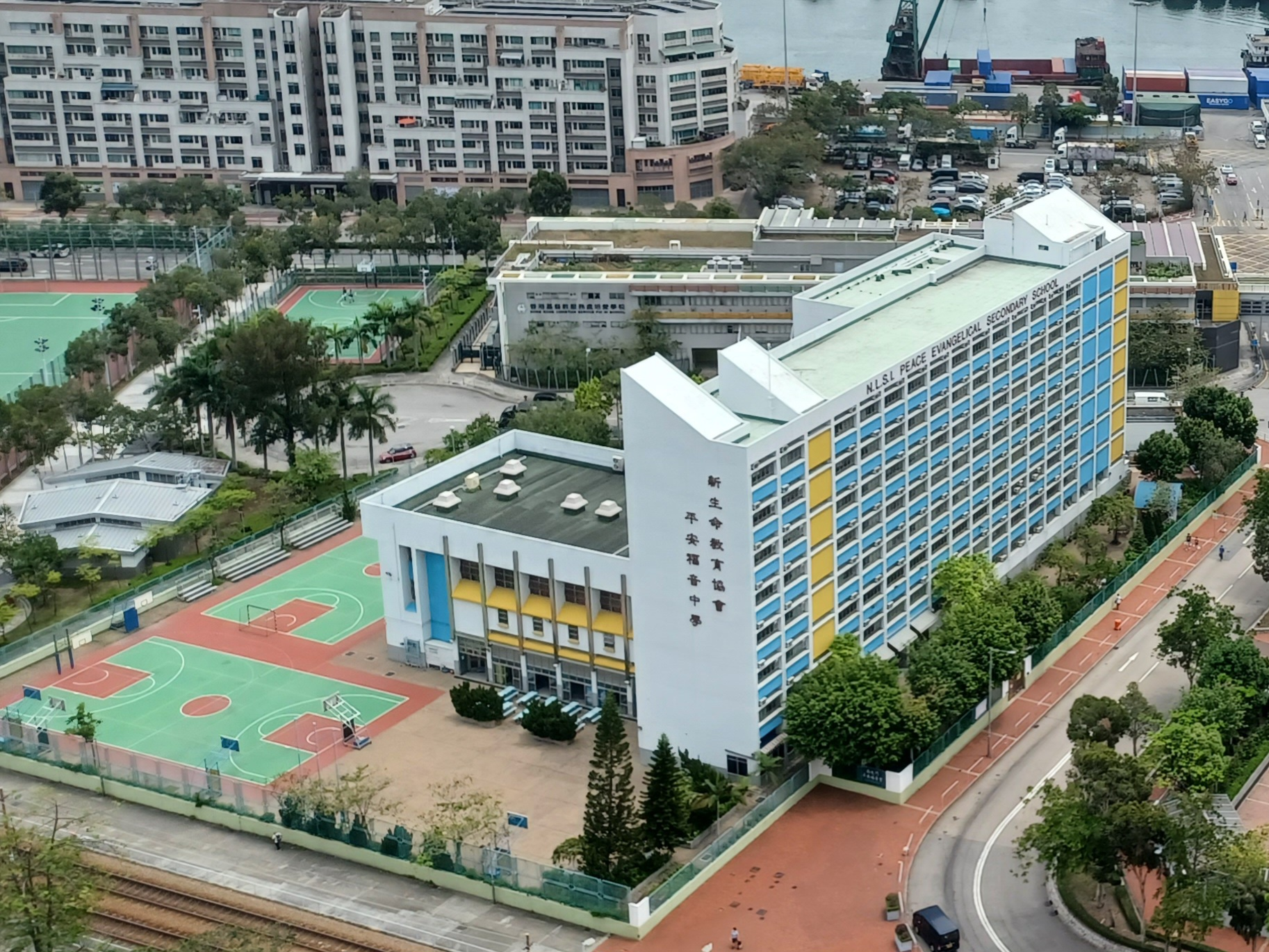
豐景園俯瞰新生命教育協會平安福音中學校舍

## 歷任管治人員

### 校監
- 彭孝忠博士（1999年-2002年、2006年-2011年，創校及第三任校監）
- 胡仰基先生（2002年-2006年、2022年起，第二任及現任校監）
- 楊炳光博士（2011年-2016年，第四任校監）
- 張賢生牧師（2016年-2022年，第五任校監）

### 校長
- 黃啟康先生（1999年-2008年，創校校長，由浸信會呂明才中學調任）
- 梁耀權長老（2008年-2015年，現為新生命教育協會呂郭碧鳳中學校監）
- 劉美姿女士（2015年起，現任校長）

### 副校長
- 徐榮耀先生（-2013年，後調任為黃竹坑陳白沙中學擔任校長一職）
- 劉美姿女士（2014年-2015年，後晉升為校長）
- 張佩姍博士（2015年-2017年，現為中華基督教會銘基書院校長，曾任中華基督教會基協中學校長）
- 黃國源先生（2017年起）
- 林家銘先生（2020年起）

## 班級
該校中一至中六級各4班。

## 新高中科目
提供以下13科香港中學文憑試選修科目以供學生在高中時選讀及報考。
- 物理
- 化學
- 生物(開設兩班)
- 企業、會計與財務概論
- 經濟
- 歷史
- 中國歷史
- 中國文學
- 視覺藝術
- 地理
- 旅遊與款待
- 資訊及通訊科技(開設兩班)
- 數學延伸單元二

## 社別
所有學生均被分配至四個社（House）中的其中一個。四個社以信、望、愛、敬命名，分別為：
- 敬社，社色為綠色
- 信社，社色為橙色
- 望社，社色為黃色
- 愛社，社色為紅色

## 事件
- 2022年6月，此校舉辦「便服日」活動，讓完成接種新型肺炎疫苗的學生在當日可穿便服上學，被部分家長批評對未接種學生造成歧視[9]。

## 著名校友
- 梁蔚雅：香港女子足球代表隊及傑志女子足球隊守門員，本身為保險從業員。
- 游學修（中七畢業）：香港男演員，2020年創立YouTube頻道「試當真」。
- 王晴俊：香港饒舌歌手，獨立唱片廠牌撒野作風 WILDSTYLE RECORDS 旗下粵語說唱歌手骨幹成員歌手之一。
- 黃諾恆：香港男歌手，ViuTV《全民造星VI 》參賽者，號碼為15。

## 註解
1. ↑  2021/22年度[1]
2. ↑  2020/21年度[2]
3. ↑  該等校舍分別為港島民生書院、中華傳道會劉永生中學、聖羅撒書院、粉嶺禮賢會中學、靈糧堂劉梅軒中學及元朗公立中學校友會鄧兆棠中學。

## 外部連結
- 新生命教育協會平安福音中學官方網站 （页面存档备份，存于）